# Aulosaphes rasuli
Aulosaphes rasuli är en stekelart som beskrevs av Van Achterberg 1995. Aulosaphes rasuli ingår i släktet Aulosaphes och familjen bracksteklar. Inga underarter finns listade.